# Ani*Kuri15
Ani*Kuri15 (яп. アニ＊クリ15) — анимационный проект, в рамках которого пятнадцатью режиссёрами были созданы одноминутные минифильмы. Их трансляция проходила на телеканале NHK с мая по декабрь 2007 года: 15 эпизодов были разделены на 3 сезона по 5 серий в каждом.
Ani-Kuri расшифровывается как ANIme KURIeta (от англ. «creator» — творец, создатель, автор), то есть или «Творцы аниме», а «15» обозначает их число.

## Список серий
В список также включены имена режиссёров серий, а также студии, их снявшие.

### Сезон 1
- Attack of Higashimachi 2nd Borough (Синдзи Кимура, Studio 4°C): трое пришельцев приходят на картонную Землю для вторжения.
- From the Other Side of the Tears (Namida no Mukou) (Акэми Хаяси, Gainax): грустная молодая девушка приходит в себя после сердечных страданий.
- Blaze Man, тж. Hyotoko (Ясуфуми Соэдзима, Gonzo): группа местных воинов атакует гигантскую ками в виде медведя. Ками помещает духовный огонь в одного из воинов.
- Sancha (The Aromatic Tea) Blues (Осаму Кобаяси, Madhouse): скупой владелец магазина аудиозаписей жадно смотрит на своих покупателей.
- Invasion from Space — Hiroshi’s Case, тж. Uchujin Raikou Hiroshi no Baai (Сёдзиро Нисими, Studio 4°C): Хироси пытается прочитать свою мангу. Но маленький инопланетный робот стреляет плевательной трубкой, чтобы его отвлечь. И в итоге сбегает.

### Сезон 2
- Project Mermaid (Мамору Осии, Production I.G): рыба превращается в русалку, которая уплывает прочь из постапокалиптического города.
- Yurururu ~Nichijou Hen~ (Кадзуто Накадзава, Studio 4°C): аниматор тратит целый день на прорисовку односекундного отрывка из анимации о гигантской рыбе в городе.
- Gyrosopter (Рандзи Мурата, а также Тацуя Ябута, Gonzo): молодая девушка-пилот гиросоптера высаживается у водной поверхности. Она вспоминает битвы над водной планетой и смерть своего друга.
- Wandaba Kiss (Ацуси Такэути, Production I.G): маленький мальчик и его собака запускают машину Голдберга, чтобы получить поцелуй от маленькой девочки.
- Supaatsutaisa (яп. 刺客來搜山了) (Тобира Ода и Ясуюки Симидзу, Studio 4°C): раненый самурай мирно ест свою еду, которую после нападения ниндзя крадёт кошка. Затем он падает в реку и дрейфует к водопаду.

### Сезон 3
- Кошачья сходка, тж. Neko no Shuukai (Макото Синкай, CoMix Wave Films Inc.): домашнему коту слишком часто наступали на его хвост. И он мечтает о возмездии.
- Princess Onmitsu, тж. Onmitsu Hime (Махиро Маэда, Gonzo): девочка-волшебница и её куклы должны победить вторгающиеся орды воздушных пиратов.
- Okkakekko (Майкл Ариас, Studio 4°C): группа детей бегает по полю и играет с гигантским страшным роботом.
- Project Omega (Сёдзи Кавамори, Satelight): история о том, как инопланетные силы несутся к штаб-квартире NHK в Токио. И для борьбы с врагом здание телекомпании превращается в огромного робота.
- Good Morning, тж. Ohayou (Сатоси Кон, Madhouse): девушка встает с постели и сонно пытается разбудить себя.